# Georgy Porgy
Singles de Toto
I'll Supply the Love
(1978) 99
(1979)
Georgy Porgy est une chanson du groupe de rock américain Toto parue sur leur premier album Toto de 1978. Elle est sortie le 3 avril 1979 en tant que troisième single de l'album sous le label Columbia Records.

## Composition
Le chant principal est interprété par le guitariste Steve Lukather. Cheryl Lynn fournit les chœurs féminins, chantant une adaptation de la comptine américaine Georgie Porgie.
Dans une interview de 1988 pour le magazine Modern Drummer, Jeff Porcaro a discuté du développement du groove pour Georgy Porgy :

« ... il imite fortement Paul Humphrey (en) ; il imite très fortement Earl Palmer. En ce qui concerne ce groove, mes plus grandes influences ont été Paul Humphrey, Ed Greene, Earl Palmer et le parrain de ce groove à la double-croche, James Gadson. Je dois le groove de Georgy Porgy à eux. »

La chanson est toujours interprétée lors des tournées du groupe. Elle est adaptée avec des solos d'improvisation à la guitare et aux claviers.

## Accueil critique
Le magazine Cash Box a déclaré que la chanson commence « avec une batterie solide et un jeu de piano mélodique, un accompagnement de conga et d'excellentes lignes de flûte, de guitare et de voix qui se chevauchent ».

## Personnel
| Toto - Steve Lukather – guitares, voix principale - David Paich – piano - Steve Porcaro – claviers - David Hungate – basse - Jeff Porcaro – batterie | Musiciens invités - Lenny Castro – congas - Jim Horn – saxophone, instruments à vent - Chuck Findley – cuivres - Marty Paich – arrangements de cordes - Sid Sharp – arrangements de cordes - Cheryl Lynn – chœurs |

## Classements hebdomadaires
| Classement (1979)               | Meilleure position |
| ------------------------------- | ------------------ |
| Australie (Kent Music Report)   | 65                 |
| Canada (RPM 100 Singles)        | 49                 |
| États-Unis (Hot 100)            | 48                 |
| États-Unis (Adult Contemporary) | 49                 |
| États-Unis (Hot Soul Singles)   | 18                 |
| États-Unis (Disco Action)       | 80                 |
| États-Unis (Cash Box Top 100)   | 87                 |
| Nouvelle-Zélande (RMNZ)         | 11                 |

## Version d'Eric Benét
Singles par Eric Benét
True to Myself
(1997) Spend My Life with You
(1999)
Singles par Faith Evans
Heartbreak Hotel
(1998) All Night Long
(1999)
L'auteur-compositeur-interprète américain de R&B Eric Benét a enregistré une reprise de Georgy Porgy pour son deuxième album studio, A Day in the Life. Cette version présente également la voix de la chanteuse de R&B américaine Faith Evans et a été produite par le groupe de R&B Somethin' for the People (en). 
Sortie en single le 8 février 1999, la version d'Eric Benét a connu le succès en Nouvelle-Zélande, où elle a atteint la deuxième place du RIANZ Singles Chart, et elle est devenue un succès dans les top 40 en France, aux Pays-Bas, au Royaume-Uni et en Suède.

### Classements
| Classement (1999)                | Meilleure position |
| -------------------------------- | ------------------ |
| Allemagne (GfK Entertainment)    | 82                 |
| Belgique (Flandre Ultratip 100)  | 15                 |
| Écosse (OCC)                     | 99                 |
| France (SNEP)                    | 40                 |
| États-Unis (Hot 100)             | 55                 |
| États-Unis (Dance Singles Sales) | 6                  |
| États-Unis (R&B/Hip-Hop Songs)   | 15                 |
| États-Unis (Rhythmic Songs)      | 31                 |
| Nouvelle-Zélande (RMNZ)          | 2                  |
| Pays-Bas (Nederlandse Top 40)    | 33                 |
| Pays-Bas (Single Top 100)        | 33                 |
| Royaume-Uni (UK Singles Chart)   | 28                 |
| Royaume-Uni (UK Dance Chart)     | 10                 |
| Royaume-Uni (UK R&B Chart)       | 8                  |
| Suède (Sverigetopplistan)        | 36                 |

| Classement (1999)       | Position |
| ----------------------- | -------- |
| Nouvelle-Zélande (RMNZ) | 43       |

## Autres reprises et adaptations
- Une version du groupe de soul américain Charme est sortie en 1979 avec la voix non créditée de Luther Vandross. Le single a été réédité quelques années plus tard après la montée en popularité du chanteur et il a ensuite été crédité en tant qu'artiste vedette.
- Le groupe disco et jazz-funk Side Effect (avec Miki Howard au chœur) a sorti sa version en 1980 sur son album After the Rain. Il a culminé au numéro 77 du classement américain des chansons R&B.
- Le chanteur québécois Dwight Druick a repris la chanson dans une adaptation en français en 1979, parue sur son album Tanger de 1980.
- En 1991, la chanson a été échantillonnée par le rappeur MC Lyte pour sa chanson Poor Georgie sur l'album Act Like You Know. La chanson a culminé au numéro 1 sur le classement Billboard Hot Rap Singles le 6 mars 1992.
- Il a été enregistré par le musicien de rock philippin Ramon Jacinto avec Bobby Kimball de Toto de l'album de 2012 RJ Duets.
- La chanson a été échantillonnée par Devin the Dude dans sa chanson Georgy de l'album The Dude, et par Guru dans Kissed the World de son album Jazzmatazz, Vol. 4.
- Clara Luciani a échantillonné la chanson dans Amour Toujours de l'album Cœur sorti le 20 mai 2021.